# 920 Rogeria
920 Rogeria este un asteroid din centura principală, descoperit pe 1 septembrie 1919, de Karl Reinmuth.